# Rakovčík
Rakovčík (in ungherese Felsőrákóc) è un comune della Slovacchia facente parte del distretto di Svidník, nella regione di Prešov.